# Kaliko
Kaliko (über englisch Calico abgeleitet vom Namen der Hafenstadt Calicut, heute Kozhikode, an der Malabarküste im indischen Bundesstaat Kerala) ist ein Gewebe, das vor allem in der Buchbinderei als Bezugsmaterial von Einbänden und auch bei der Ablösung von Fresken Verwendung findet.

## Herstellung und Geschichte
Es handelt sich um ein durchappretiertes Baumwollgewebe, das glatt kalandert oder gaufriert und teilweise mit einer Griffschutzausrüstung versehen ist. Es kann leicht mit Kunstleder verwechselt werden.
Ab 1821 verwendete Archibald Leighton in England erstmals Kaliko für Bucheinbände. Es entwickelte sich im Laufe des 19. Jahrhunderts weltweit zu einem der beliebtesten Deckenmaterialien von Verlagseinbänden. Ab 1836 produzierte die Fabrik von Thomas Hughes Kaliko in England.
Kaliko beschreibt in englischsprachigen Büchern über Modedesign, Schnitttechnik und Schneiderei einen einfachen Baumwollstoff, der zur Erstmustererstellung benutzt wird. In deutschen Übersetzungen wird der Begriff Kaliko häufig übernommen, gemeint ist aber Nessel, ein einfacher, ungebleichter, nicht chemisch ausgerüsteter Baumwollstoff, der in verschiedenen Gewichten erhältlich ist.

## Meyers Konversations-Lexikon von 1888 bis 1890
Kalikos (französisch: calicot; englisch: calico) sind buntgedruckte Kattune feinerer Art, wie sie nach französischem Sprachgebrauch auch Indiennes genannt werden.
Beide Namen erinnern an Indien (Stadt Kalikut), als dem Stammlande dieser Waren, von wo sie als hochgeschätzte Luxusartikel nach Europa kamen.